# صقر عطيف
صقر عطيف لاعب كرة قدم سعودي، في مركز الهجوم.

## الحياة الشخصية
هو من عائلة رياضية فهو شقيق اللاعبين عبده عطيف وأحمد عطيف وعلي عطيف وعبد الله عطيف.

## مسيرته

### نادي الشباب
بدأ ممارسة كرة القدم كبقية إخوته في نادي الشباب السعودي. فبدأ باللعب مع فئة الشباب بالنادي ليحرز 6 أهداف في الدوري السعودي للشباب موسم 2007-2008 ساعدت فريقه في الحصول على المركز الثالث. و في موسم 2010-2011 شارك في كأس الأمير فيصل بن فهد تحت 21 سنة لتشهد المسابقة مستوى مذهل من المهاجم محرزاً 17 هدفاً معتلياً صدارة الهدافين للمسابقة فساهم في تحقيق فريقه للبطولة.
بعد هذا المستوى قرر النجم الصاعد خوض تجربة ميدانية مع نادي رويال شارلوا أحد أندية الدوري البلجيكي الممتاز فنال استحسان وإعجاب الفنيين البلجيكيين و لكن حدث خلاف إداري منعه من الاحتراف الأوروبي.
و مع دخول موسم 2011-2012 اشتدت الخلافات مع إدارة النادي فقرر في صيف 2012 أن يشد رحاله بعيداً عن النادي.

### لوليتيانو البرتغالي
حط النجم رحاله مع شقيقه الأصغر عبدالله في القارة العجوز وتحديداً في البرتغال و لضيق الوقت وقع عقداً احترافياً مع نادي لوليتيانو أحد أندية الدرجة الثانية و قد صرح اللاعب أن ضيق الوقت منعه وشقيقه من التوقيع مع أندية الدوري الممتاز وأن النادي هو مرحلة استعدادية قبل الانطلاق في المغامرة الأوروبية.
في النادي البرتغالي سببت الخلافات الإدارية مع ناديه الأم من تأخر وصول البطاقة الدولية الأمر الذي سبب في تأخر مشاركته مع شقيقه في الفريق قبل أن يستخرج الإتحاد الدولي لكرة القدم بطاقة بديله لهما.
وبسبب بعد المهاجم عن الجري في المستطيل الأخضر خضع لبرنامج لياقي وبدني مكثف بعدها شارك المهاجم مع فريقه عندما دخل بديلاً في الشوط الثاني ضد فريق يونياو ليريا البرتغالي في المباراة التي انتهت بالتعادل الإيجابي هدف لكلا الفريقين وفي المباراة التالية ضد فريق بينهالنوفينس البرتغالي قرر المدرب اقحامه من البداية بعد عودة لياقة النجم تدريجياً قبل أن يخرجه في الدقيقة ال67 من عمر اللقاء.
عاد من البرتغال ولعب لمدة موسمين في نادي الوحدة وبعدها انتقل إلى نادي التعاون في عام 2016 و لعب معهم موسم وبعدها انتقل إلى نادي الرائد و لعب مع نادي أحد و نادي الفتح و نادي الفيحاء و نادي القادسية.

## روابط خارجية
- صقر عطيف على موقع Soccerway.com (الإنجليزية)